# Anaxarcha hyalina
Anaxarcha hyalina är en bönsyrseart som beskrevs av Zhang 1988. Anaxarcha hyalina ingår i släktet Anaxarcha och familjen Hymenopodidae. Inga underarter finns listade i Catalogue of Life.